# راتشت أند كلانك: شق طريقك
راتشت أند كلانك: شُق طريقك (بالإنجليزية: Ratchet & Clank: Rift Apart؛ نقحرة: راتشت أند كلانك: ريفت أبارت) هي لعبة منصات و‌تصويب منظور الشخص الثالث من تطوير إنسومنياك غيمز ونشر سوني إنتراكتيف إنترتينمنت على منصة بلاي ستيشن 5. وإنها اللعبة السادسة عشر من سلسلة « راتشت أند كلانك ». تم إعلان عن اللعبة في يونيو 2020، وصدرت في 11 يونيو 2021. اللعبة هي تتمة لراتشت أند كلانك: إنتو ذا نكسيوس. تم إصدار نسخة الحاسب الشخصي في 26 يوليو 2023.

## قصة
يتم الاحتفال براتشت وكلانك كأبطال في المجرة خلال موكب استضافه الكابتن كوارك (Captain Quark) وسكيد ماكماركس (Skid McMarx) وراستي بيت (Rusty Pete) على كورسون في (Corson V). خلال العرض، يكشف كلانك أنه أصلح جهاز الدايمنشنايتر (Dimensionator)، وهو جهاز قادر على فتح الشقوق إلى أبعاد أخرى حتى يتمكن راتشيت من يمكنه البحث عن عرق لومباكس (Lumiax) وعائلته المفقودة. ومع ذلك، الدكتور نيفاريوس (Dr. Nefarious) يهاجم العرض ويحاول سرقة جهاز دايمنشنايتر. أثناء الصراع، يطلق راتشيت النار عليه دون تفكير، مما يتسبب في فتح شقوق الأبعاد بشكل عشوائي. يتم نقل راتشيت وكلانك والدكتور نيفاريوس (Nefarious) إلى عالم بديل، حيث ينفجر جهاز البعد، مما يؤدي إلى إتلاف نسيج المكان والزمان والفصل بين الثلاثة. يستيقظ كلانك ليجد نفسه وحيدًا وقد فقد ذراعه اليمنى من جراء الانفجار. تم اكتشافه والتقاطه من قبل أنثى لومباكس تدعى ريفت (Rivet). في هذه الأثناء، ينتهي الأمر بالدكتور نيفاريوس في غرفة العرش، حيث يُعتقد بالخطأ أنه الإمبراطور نيفاريوس، وهو نسخة بديلة منه، والذي، على عكسه، لم يُهزم أبدًا ويحكم المجرة. يجد راتشيت نفسه وحيدًا في مكان آخر ويبدأ بحثه عن كلانك. مع غياب الإمبراطور حاليًا في إحدى الغزوات، ينتحل الدكتور نيفاريوس هويته سرًا ويرسل أتباعه الجدد بعد راتشيت وبرايفت. أثناء البحث، يشهد راتشيت هروب ريفيت من الكوكب مع كلانك. يواجه راتشيت فانتوم (البديل سكيد)، وهو عضو في المقاومة المعارضة للإمبراطور نيفاريوس، والذي تعد ريفت جزءًا منه، والذي يقدم له مساعدًا إلكترونيًا يُدعى غليتش لمساعدته في الحصول على سفينة لمتابعتها. يأخذ كلانك ريفت إلى مخبأها في سارغاسو لاستجوابه، ولا تصدق كلماته حول الصدوع الأبعاد بسبب عدم ثقتها في الروبوتات. يكتشفون شذوذًا في الأبعاد على الكوكب الذي يحقق فيه كلانك، ويتواصل مع نبي يُدعى غاري، الذي يستعين بمساعدته في إصلاح الشذوذات الأبعاد الأخرى لمنع كارثة الأبعاد. تتعلم ريفت الحقيقة من خلال النظر في ذكريات كلانك وإصلاح جهاز الاتصال الخاص بـه حتى يتمكنوا من الاتصال بـراتشت والتوصل إلى خطة لإعادة بناء الدايمنشنايتر حتى يتمكنوا من العودة إلى بُعد منزلهم وإيقاف كارثة الأبعاد. يتوجه راتشيت للعثور على مخططه، ويقوم بتجنيد كيت، أحد متدربي الروبوتات لدى غاري، ليكون شريكًا له. يحذر كيت راتشت من أن الووربوت الذين بناهم الإمبراطور نيفاريوس ويخشى أنه قد يفقد السيطرة على برامجه ويهاجمهم، لكن راتشت يؤكد له أنهم يشكلون فريقًا جيدًا. يتوجهون بعد ذلك إلى مختبر سري في كورديليون لتشكيل جهاز أبعاد جديد، بينما يتوجه كلانك وريفيت إلى بليزار برايم (Blizar Prime) لجمع المرحلة الكوارتز اللازمة لتشغيله. بعد أن تم تدميره عن طريق الخطأ، يبحث الاثنان عن المثبت الأسطوري في تورين في (Torren V) الذي يمكنه إصلاح أي شيء وإقناعه بالتغلب على شكوكه الذاتية لإصلاح مرحلة الكوارتز. بعد ذلك، يلتقي راتشت وريفيت أخيرًا في ميدان سكارستو ديبريس (Scarstu Dibris)، حيث يجتمع كلانك مجددًا مع راتشت وكيت ويوافقان على أن يصبحا شريكا ريفيت. لقد أكمل جهاز دايمنشونايتر، فقط لكي يصل الدكتور نيفاريوس ويسرقه. هُزم الدكتور نيفاريوس في المعركة، لكن الإمبراطور الحقيقي نيفاريوس وصل، وهزم راتشيت ورايفت بسهولة وسرق جهاز دايمنشنايتر لنفسه، والذي يخطط لاستخدامه للقضاء على الكابتن كوانتوم (Quantum) (الكابتن البديل كوارك) وتدمير المقاومة مرة واحدة وإلى الأبد. . تلاحق ريفيت الإمبراطور نيفاريوس، لكنه يستخدم دايمنشنايتر لإبعادها إلى بُعد الجيب. بينما تبحث ريفيت عن صدع للهروب من خلاله، يخبر كيت كيف فقد ذراعه بسبب هجوم الووربوت. مع إدراك كيت أنه كان المسؤول. في هذه الأثناء، يتوجه راتشيت إلى أردوليس لمحاولة تحذير الكابتن كوانتوم، لكنه يفشل في منع الإمبراطور نيفاريوس من طرد الكابتن كوانتوم من خلال صدع. يحتفل الإمبراطور نيفاريوس بغزو الكون أخيرًا لكنه لا يشعر بالرضا حتى يدرك أنه يستطيع استخدام جهاز دايمنشنايتر للتغلب على كل البعد. بالتجسس على الإمبراطور نيفاريوس باستخدام جهاز تنصت عليه كوانتم، يدرك راتشت وريفت أن الإمبراطور نيفاريوس سيحتاج إلى خريطة الأبعاد ويتوجهان لاعتراضه. كيت وريفيت يركبون السفينة الرائدة للإمبراطور نيفاريوس وينقذون غاري، الذي يكشف أنه أخفى خريطة الأبعاد داخل شذوذ الأبعاد. يستعيد راتشيت وكلانك خريطة الأبعاد لكنهما تعرضا لكمين من قبل الإمبراطور نيفاريوس وتم نفيهما من خلال صدع. يتحول كيت إلى شكل ووربوت الخاص به لمحاولة إيقاف الإمبراطور نيفاريوس، مما يصدم ريفيت، ولكن ينتهي الأمر بطرد كيت من خلال الصدع أيضًا. إذا تركت ريفت بمفردها، تتوجه إلى فايسرون (Viceron) للوصول إلى منشأة السجن حيث قام الإمبراطور نيفاريوس بنفي جميع أعدائه إلى السجن وقام بالهروب من السجن، وحرر راتشيت وكلانك بالإضافة إلى بقية المقاومة. ومع ذلك، لا يزال كيت يشعر بالذنب بسبب التسبب في فقدان ذراع ريفيت، ويقرر ترك المجموعة. مع إعادة تجميع المقاومة، أعلن الإمبراطور نيفاريوس أنه يخطط لبدء غزو أبعاد أخرى، بدءًا من بُعد منزل راتشيت وكلانك.